# البلدة (رواية)
البلدة هي رواية للمؤلف الأمريكي ويليام فوكنر، والتي نُشرت في عام 1957، وتدور الرواية حول عائلة سنوبس التخيلية من ولاية مسيسيبي. وهي الرواية الثانية ضمن ثلاثية الروايات التي تتحدث عن آل سنوبس، تبدأ الثلاثية برواية ذا هاملت (The Hamlet) عام 1940، وتختتمها رواية القصر (The Mansion) عام 1959.

## ملخص الحبكة
كل فصل في الرواية عبارة عن سرد للأحداث من وجهة نظر أحد الشخصيات الثلاثة: تشيك ماليسون وغافين سيفينز وفي. كيه راتليف.
الفصل الأول
(الراوي: تشيك ماليسون)
ينتقل فليم إلى جيفرسون؛ ويُخدع من قبل دي إسبانيا. بعدها يُصبح فليم مشرفًا على محطة الكهرباء. فيسرق النحاس من المحطة. ثم يضع فليم توم توم وتورل في مواجهة بعضهما. فيخدع توم توم تورل. ويُخبئ رجالُ الإطفاء النحاسَ في البرج المائي.

الفصل الثاني
(الراوي: غافين ستيفنز)
يُنقذ إيك سنوبس الحارس الزنجي، ويكسر رقبته في أثناء ذلك، هو «لم يكن إيك كأفراد عائلته قط». يُغير إيك عمله عدة مرات. ويُناقش بنية عائلة سنوبس، والاقتصاد. تنتقل إي أو سنوبس إلى البلدة وتترفع (تُصبح مديرة مدرسة). يفتتح أبناء إيك وإي أو فندق آل سنوبس.

الفصل الثالث
(الراوي: تشيك ماليسون)
تبدأ النميمة في جيفرسون حول إيولا. يجري التخطيط لرقصة كوتيليون؛ يُدعى دي إسبانيا بعد بعض النقاش. فيصدر دي إسبانيا صوتًا مرتفعًا بإطاراته. وبتحريض من غافين، يتمكن تشيك وغوان أخيرًا من ثقب أحد إطاراته. ثم يرسل دي إسبانيا صدارًا إلى غوان. وتجتاح البلدة حالة من الهلع تقود إلى الحفلة. في الحفلة، يتحدى غافين ويقاتل، ولكن يتغلب عليه دي إسبانيا.

الفصل الرابع
(الراوي: في كيه راتليف)
ملخص: محاكمة مينك سنوبس لقتله جاك هيوستن. يُعد غافين لائحة الاتهام ضد دي إسبانيا، بصفته العمدة، لسرقة فليم للنحاس من محطة توليد الكهرباء، مدفوعًا إلى حد كبير برغبته في الدفاع عن «مبدأ أنه يجب الدفاع عن العفة والفضيلة عند النساء سواء كانت موجودة أم لا». غافين يتلقى رسالة من مجهول.

الفصل الخامس
(الراوي: غافين ستيفنز)
يلتقي غافين بإيولا في مكتبه ليلًا. التي تعرض أن تنام معه، رغبة منها بإخراجه من تعاسته. يستنتج غافين أن فليم عاجز جنسيًا. يُحلل غافين شخصيته الخاصة ودوافع إيولا، ثم يرفض عرضها.

الفصل السادس
(الراوي: في كيه راتليف)
يتفوق دي إسبانيا على غافين فيما يتعلق بلائحة الاتهام بسرقة النحاس، الأمر الذي يغير مجرى التحقيقات. يتكهن راتليف حول سبب تقديم دي إسبانيا لطعن لأجل إيولا، في لا يفعل غافين ذلك. يغادر غافين إلى هايدلبرغ.

## روابط خارجية
- البلدة (رواية) على موقع الموسوعة البريطانية (الإنجليزية)